# Marjan Grabnar
Marjan Grabnar, slovenski častnik, * 10. november 1951, Novo mesto.

## Vojaška kariera
- načelnik VERCa
povišan v brigadirja (27. oktober 1997)
povišan v podpolkovnika (18. junij 1993)

## Odlikovanja in priznanja
- zlata medalja generala Maistra (18. maj 2001)
- red generala Maistra 3. stopnje (16. maj 2001)
- srebrna medalja generala Maistra z meči
- srebrna medalja generala Maistra (11. maj 1998)